# Southern Rock Opera
A 2001-es Southern Rock Opera a Drive-By Truckers harmadik stúdiólemeze (negyedik albuma). A duplalemez több témát ölel fel, köztük a faji politikát, a 70-es stadium rockját. Minden témát a Lynyrd Skynyrd-en keresztül mutatják be. Az eredeti kiadás a Soul Dump Records gondozásában jelent meg önerőből, 2002. július 16-án a Lost Highway Records is megjelentette az albumot. Szerepel az 1001 lemez, amit hallanod kell, mielőtt meghalsz című könyvben.

## Az album dalai
| 1.  | Days of Graduation            | Patterson Hood | 2:36 |
| 2.  | Ronnie and Neil               | Hood           | 4:52 |
| 3.  | 72 (This Highway's Mean)      | Mike Cooley    | 5:26 |
| 4.  | Dead, Drunk, and Naked        | Hood           | 4:51 |
| 5.  | Guitar Man Upstairs           | Cooley         | 3:17 |
| 6.  | Birmingham                    | Hood           | 5:03 |
| 7.  | The Southern Thing            | Hood           | 5:08 |
| 8.  | The Three Great Alabama Icons | Hood           | 6:51 |
| 9.  | Wallace                       | Hood           | 3:27 |
| 10. | Zip City                      | Cooley         | 5:16 |
| 11. | Moved                         | Rob Malone     | 4:17 |

| 1. | Let There Be Rock              | Hood   | 4:19 |
| 2. | Road Cases                     | Hood   | 2:42 |
| 3. | Women Without Whiskey          | Cooley | 4:19 |
| 4. | Plastic Flowers on the Highway | Hood   | 5:04 |
| 5. | Cassie's Brother               | Malone | 4:58 |
| 6. | Life in the Factory            | Hood   | 5:28 |
| 7. | Shut Up and Get on the Plane   | Cooley | 3:38 |
| 8. | Greenville to Baton Rouge      | Hood   | 4:11 |
| 9. | Angels and Fuselage            | Hood   | 8:00 |

## Közreműködők

### Drive-By Truckers
- Mike Cooley – ének, gitár
- Earl Hicks – basszusgitár
- Patterson Hood – ének, gitár
- Rob Malone – ének, gitár
- Brad Morgan – dob

### Vendégelőadók
- Kelly Hogan – ének
- Anne Richmond Boston – ének
- Jyl Freed – ének
- Amy Pike – ének

### Produkció
- David Barbe, Dick Cooper, Drive-By Truckers – producer
- Rodney Mills – mastering
- Dick Cooper, Earl Hicks – hangmérnök
- Wes Freed, Patrick Hood – művészi munka, fényképek, borító
- Patterson, Lilla Hood – művészeti vezető, design, adaptációk, jegyzetek

## Fordítás
Ez a szócikk részben vagy egészben a Southern Rock Opera című angol Wikipédia-szócikk ezen változatának fordításán alapul.  Az eredeti cikk szerkesztőit annak laptörténete sorolja fel. Ez a jelzés csupán a megfogalmazás eredetét és a szerzői jogokat jelzi, nem szolgál a cikkben szereplő információk forrásmegjelöléseként.